# 157P/Tritton
La comète Tritton, officiellement 157P/Tritton, est une comète périodique du système solaire, découverte le 11 février 1978 par Keith P. Tritton.